# Marguerite Duras

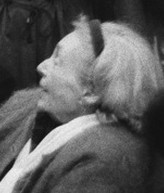
Marguerite Duras (1993)

Marguerite Duras [maʀgə'ʀit dy'ʀas] (* 4. April 1914 in Gia Định bei Saigon, Vietnam (damals Französisch-Indochina) als Marguerite Donnadieu; † 3. März 1996 in Paris) war eine französische Schriftstellerin, Dramatikerin, Drehbuchautorin und Filmregisseurin. Sie feierte Erfolge mit Filmen wie Hiroshima, mon amour (1959), für den sie das Drehbuch verfasste.

## Leben
Marguerite Donnadieu, Tochter eines Lehrerehepaars, nahm den Künstlernamen Marguerite Duras nach dem Familiensitz ihres Vaters im Département Lot-et-Garonne an. Sie wuchs in Vietnam in ärmlichen Verhältnissen auf. Die Mutter zog sie und die zwei Geschwister alleine auf und kämpfte mit den Folgen einer Fehlinvestition in Reisfelder im heutigen Kambodscha. Duras verarbeitete diese Erfahrung in dem erstmals 1950 auf Französisch veröffentlichten Roman Un barrage contre le Pacifique (1988, dt. Heiße Küste).
Duras ging 1931, während der Weltwirtschaftskrise, nach Frankreich und studierte in Paris zunächst Mathematik und dann Jura und Politikwissenschaft. Sie engagierte sich mit Philippe Roques für ein Wiedererstarken des französischen Kolonialreichs. Das NS-Regime führte im Frühjahr 1940 den Westfeldzug. Wehrmacht-Truppen besetzten die Benelux-Staaten und zwangen die Führung Frankreichs, am 22. Juni 1940 den kapitulationsgleichen Waffenstillstand von Compiègne zu unterzeichnen. 

Duras schloss sich einer Résistancegruppe von Buchhändlern an. Dort hatte sie Zugang zu rationiertem Papier und lernte den späteren französischen Präsidenten François Mitterrand kennen. Ihr Ehemann Robert Antelme (1917–1990), ebenfalls in der Résistance aktiv, wurde im Juni 1944 von der Gestapo verhaftet und ins KZ Dachau verschleppt. Duras publizierte 1985 seine in Dachau geschriebenen Tagebucheinträge unter dem Titel La Douleur. Duras trat 1944 der Kommunistischen Partei Frankreichs (PCF) bei. Sie protestierte später gegen die Behandlung von Schriftstellern in der stalinistischen Sowjetunion und wurde 1950 aus der PCF ausgeschlossen, blieb aber zeitlebens Kommunistin. Während der Zeit ihrer Partizipation in der Résistance lernte Duras Dionys Mascolo kennen, der 1947 ihr zweiter Ehemann und Vater ihres Sohnes Jean (Outa, geb. 1947) wurde.
Duras, die unter Alkoholismus litt, hatte bei der Erziehung ihres Sohns Jean größte Schwierigkeiten. Ihre Umgebung drängte sie dazu, Jean auf ein Internat zu schicken. 
Die letzten sechzehn Jahre ihres Lebens verbrachte Duras mit dem knapp 40 Jahre jüngeren Schriftsteller Yann Andréa (eigentlich Yann Lemée). Sie widmete ihm das Buch Yann Andréa Steiner (1992). Andréa selbst widmete seinem Leben mit Duras mehrere autobiographische Werke, darunter M. D. (1983) und Cet amour-là von 1999 (2000, dt. Diese Liebe), das im Jahr 2001 von Josée Dayan mit Jeanne Moreau verfilmt wurde.

## Wirken
Ihr Erstlingsroman Les impudents (1943) wurde von der Öffentlichkeit mehr oder weniger übersehen. Bereits ihr zweites Werk jedoch, Un barrage contre le Pacifique (1950), war ein Erfolg und brachte ihr beinahe den Prix Goncourt ein. Internationale Bekanntheit erlangte sie schließlich 1959 mit dem Drehbuch zu dem Film Hiroshima, mon amour, das zum ersten Mal die noch bis in die 1990er Jahre als Tabu behandelte Demütigung und Ächtung französischer Frauen thematisierte, denen sogenannte „horizontale Kollaboration“ vorgeworfen wurde, in erster Linie Liebesbeziehungen mit deutschen Besatzungssoldaten.
Ihre Romane waren fast alle autobiographisch geprägt, so beispielsweise L’amant (1984, dt. Der Liebhaber), für den sie 1984 den Prix Goncourt erhielt, oder L’amant de la Chine du Nord (1991, dt. Der Liebhaber aus Nordchina). In beiden Werken beschrieb sie ihre turbulente Kindheit und ihre frühen Liebeserfahrungen im Indochina der ersten Hälfte des 20. Jahrhunderts.
Die Autorin war auch für das Theater tätig und verfasste 1965 z. B. das Drama La musica. In den 1970er und frühen 1980er Jahren trat sie auch als Filmregisseurin in Erscheinung, wobei sie nicht nur bereits erschienene eigene Texte (India Song, 1975; Les enfants, 1984) auf die Leinwand brachte, sondern auch eigenständige Arbeiten für das Kino produzierte (Le Camion, 1977). Während dieser Zeit erschienene literarische Publikationen von Duras standen immer im Zusammenhang mit ihrem filmischen Schaffen – L’amant ist die erste wieder „rein“ literarische Publikation nach dieser Phase.
Charakteristisch für ihre Sprache ist eine große Schlichtheit in Vokabular und Satzbau, die sich zudem auszeichnet durch zahlreiche Ellipsen, Anspielungen, Unausgesprochenes, das jedoch im Hintergrund steht, sowie fragmentarisch zusammengefügte Sätze. Ihr Gesamtwerk ist keiner der großen literarischen Strömungen des 20. Jahrhunderts zuzuordnen.
Gegenüber der Tendenz, Duras wegen der häufigen Wiederholung von Motiven und Topoi in ihren zahlreichen Büchern für eine oberflächliche Schriftstellerin zu halten, äußert sich Duras in einem kurzen Interview mit Leslie Kaplan von 1988 zu ihrer eigenen Schriftstellerei, gibt aber auch ihre Meinung über das entfremdete Leben in der Neuzeit wieder:

„Der Wahnsinn selbst ist auf ewig offen für den Verlauf des Wahnsinns. … Das Nichts ist sich selbst gegenüber offen. … Ich glaube, das Offene schafft sich selbst gegenüber einen religiösen Raum. Ich habe an dem Horror teil, aus dem das Ganze besteht, aber ich spüre es nicht. Das könnte eine Definition der Arbeiterklasse sein. Die Fabrik ist eine Art Luftschiff, wo innerhalb und außerhalb das gleiche Luftmaterial ist, mit einem winzigen Unterschied jedoch. Dieser Unterschied ist die Unendlichkeit des Menschen, der neun Stunden am Tag Kabel herstellt, ohne es zu spüren. … Wie das Gedicht kommt dieser Gedanke aus dem Grund der Zeiten, aus einer Art fundamentaler Wiederholung, derjenigen des Lebens, aus einer Art ozeanischer Ewigkeit, die jene des Todes wäre, verneint und erfaßt durch die Zeit.“

Diese Unendlichkeit des Menschen war letztendlich ihr Thema.

## Werke

### Romane
- 1943: Les Impudents
  - Die Schamlosen, dt. von Andrea Spingler; Suhrkamp, Frankfurt am Main 1999, ISBN 3-518-41077-6.
- 1944: La Vie tranquille
  - Ein ruhiges Leben, dt. von Walter Maria Guggenheimer; Suhrkamp, Frankfurt am Main 1962.
- 1950: Un barrage contre le Pacifique
  - Heiße Küste, dt. von Georg Goyert, Biederstein-Verlag München 1952.
- 1952: Le Marin de Gibraltar
  - Der Matrose von Gibraltar, dt. von Walther Tritsch, Holle-Verlag, Baden-Baden 1956
  - Neuübersetzung: Der Matrose von Gibraltar, dt. von Maria Dessauer; Suhrkamp, Frankfurt am Main 1989, ISBN 3-518-40165-3.
- 1953: Les Petits Chevaux de Tarquinia
  - Die Pferdchen von Tarquinia, dt. von Walter Maria Guggenheimer; Suhrkamp, Frankfurt am Main 1960
- 1954: Des journées entières dans les arbres
  - Ganze Tage in den Bäumen, dt. von Elisabeth Schneider; Suhrkamp, Frankfurt am Main 1964.
- 1955: Le Square
  - Gespräch im Park,  in: Dialoge, Suhrkamp, Frankfurt am Main 1966.
  - Neuübersetzung: Im Park, dt. von Andrea Spingler; Suhrkamp, Frankfurt am Main 1987, ISBN 3-518-02677-1.
- 1958: Moderato cantabile
  - Moderato Cantabile, dt. von Leonharda Gescher und Walter Maria Guggenheimer; Suhrkamp, Frankfurt am Main 1959.
- 1960: Dix heures et demie du soir en été
  - Im Sommer abends um halb elf, dt. von Ilma Rakusa, Suhrkamp, Frankfurt am Main 1990, ISBN 3-518-40230-7.
- 1962: L’Après-midi de Monsieur Andesmas
  - Der Nachmittag des Herrn Andesmas, dt. von Walter Boehlich, Suhrkamp, Frankfurt am Main 1963.
- 1964: Le Ravissement de Lol V. Stein
  - Die Verzückung der Lol V. Stein, dt. von Katharina Zimmer; Suhrkamp, Frankfurt am Main 1966.
- 1966: Le Vice-Consul
  - Der Vize-Konsul, dt. von Walter Maria Guggenheimer; Suhrkamp, Frankfurt am Main 1967.
- 1967: L’Amante anglaise
  - Die englische Geliebte, dt. von Regula Wyss; Stroemfeld/Roter Stern, Basel/Frankfurt am Main 1984, ISBN 3-87877-214-9.
- 1969: Détruire, dit-elle
  - Zerstören, sagt sie, dt. von Walter Boehlich; Luchterhand, Berlin/Neuwied 1970.
- 1970: Abahn Sabana David
  - Abahn Sabana David, dt. von Maria Dessauer; Suhrkamp, Frankfurt am Main 1986, ISBN 3-518-02593-7.
- 1971: Ah! Ernesto
  - Ach, Ernesto!, dt. von Elisabeth Borchers, Insel, Frankfurt am Main 1972.
- 1972: L’amour. 1970
  - Liebe, dt. von Barbara Henninges; Suhrkamp, Frankfurt am Main 1986, ISBN 3-518-01935-X.
- 1980: Véra Baxter ou les plages de l’Atlantique
  - Véra Baxter oder Die Atlantikstrände, dt. von Andrea Spingler; Suhrkamp, Frankfurt am Main 1987, ISBN 3-518-11389-5.
- 1980: L’Homme assis dans le couloir (Erzählung)
  - Der Mann im Flur, dt. von Elmar Tophoven; Brinkmann und Bose, Berlin 1982, ISBN 3-922660-07-X.
- 1982: L’homme atlantique
  - Atlantik-Mann, dt. von Regula Wyss, Stroemfeld/Roter Stern, Basel/Frankfurt am Main 1985.
- 1985: La Maladie de la mort (Erzählung)
  - Die Krankheit Tod, dt. von Peter Handke; Fischer, Frankfurt am Main 1985, ISBN 3-596-27092-8.
- 1984: L’amant
  - Der Liebhaber, dt. von Ilma Rakusa; Suhrkamp, Frankfurt am Main 2006, ISBN 978-3-518-45843-3
- 1985: La douleur
  - Der Schmerz, dt. von Eugen Helmlé; Hanser; München 1986, ISBN 3-446-14489-7.
- 1980: Les Yeux bleus, cheveux noirs
  - Blaue Augen schwarzes Haar, dt. von Maria Dessauer; Suhrkamp, Frankfurt am Main 1987, ISBN 3-518-04437-0.
- 1986: La Pute de la côte normande, Les Éditions de Minuit, Paris 1986, ISBN 978-2-7073-1116-0.
  - Die Nutte von der normannischen Küste, dt. von Martin Alexander Sieber; in: Sinn und Form 3/2021, ISBN 978-3-943297-59-1.[6]
- 1987: Emily L
  - Emily L., dt. von Maria Dessauer; Suhrkamp, Frankfurt am Main 1988, ISBN 3-518-40135-1.
- 1990: La Pluie d’été
  - Sommerregen, dt. von Andrea Spingler; Suhrkamp, Frankfurt am Main 1991, ISBN 3-518-40372-9.
- 1991: L’Amant de la Chine du Nord
  - Der Liebhaber aus Nordchina, dt. von Andrea Spingler; Suhrkamp, Frankfurt am Main 1993, ISBN 3-518-38884-3.
- 1992: Yann Andréa Steiner
  - Yann Andréa Steiner, dt. von Andrea Spingler; Suhrkamp, Frankfurt 2000, ISBN 3-518-39672-2.
- 1993: Écrire
  - Schreiben, dt. von Andrea Spingler; Suhrkamp, Frankfurt am Main 1994, ISBN 3-518-40611-6.

### Bühnenstücke
- 1959: Les Viaducs de la Seine-et-Oise
  - Die Viadukte,  in: Dialoge, Suhrkamp, Frankfurt am Main 1966.
- 1963: Miracle en Alabama (nach The Miracle Worker von William Gibson, adaptiert von Marguerite Duras und Gérard Jarlot)
- 1965: Théâtre I: Les Eaux et Forêts. Le Square. La Musica.
  - Gespräch im Park und La Musica,  in: Dialoge, Suhrkamp, Frankfurt am Main 1966.'
- 1968: L’Amante anglaise
- 1968: Théâtre II: Suzanna Andler. Des journées entières dans les arbres. Yes, peut-être. Le Shaga. Un homme est venu me voir.
- 1977: India Song
  - India Song, dt. von Sigrid von Massenbach; Brinkmann und Bose, Berlin 1984, ISBN 3-922660-16-9.
- 1977: L’Éden Cinéma
  - Eden Cinema, dt. von Ruth Henry; Suhrkamp, Frankfurt am Main 1978.
- 1981: Agatha
  - Agatha, dt. von Regula Wyss; Stroemfeld/Roter Stern, Basel/Frankfurt am Main 1982, ISBN 3-87877-173-8.
- 1982: Savannah Bay
  - Savannah Bay, dt. von Elisabeth Plessen, Fischer, Frankfurt am Main 1985, ISBN 3-596-27084-7.
- 1984: Théâtre III: La Bête dans la jungle (nach Henry James, adaptiert von James Lord und Marguerite Duras). Les Papiers d’Aspern (nach Henry James, adaptiert von Marguerite Duras und Robert Antelme). La Danse de mort (nach August Strindberg, adaptiert von Marguerite Duras).
- 1985: La musica deuxième
  - La musica zwei, dt. von Simon Werle; Suhrkamp, Frankfurt am Main 1989, ISBN 3-518-11408-5.
- 1991: Le Théâtre de l’amante anglaise
- 1999: Théâtre IV: Vera Baxter. L’Éden Cinéma. Le Théâtre de l’amante anglaise. Home. La Mouette.
- 2010: Der Schmerz – dt. Bühnenadaption – UA: 11. April 2010, Kammertheater Stuttgart, inszeniert und gespielt von Corinna Harfouch

### Sammelbände
- 1980: L’Été 80
  - Der Sommer 1980, dt. von Ilma Rakusa; Suhrkamp, Frankfurt am Main 1984, ISBN 3-518-11205-8.
- 1981: Outside – Papiers d’un jour
- 1987: La Vie matérielle – Marguerite Duras parle à Jérôme Beaujour
  - Das tägliche Leben, dt. von Ilma Rakusa; Suhrkamp, Frankfurt am Main 1988, ISBN 3-518-11508-1.
- 1987: Les Yeux verts
  - Die grünen Augen: Texte zum Kino, dt. von Sigrid Vogt; Hanser, München/Wien 1987, ISBN 3-446-14965-1.
- 1993: Le Monde extérieur – Outside 2
- 1995: C’est tout
  - Das ist alles, dt. von Andrea Spingler; Suhrkamp, Frankfurt am Main 1996, ISBN 3-518-40792-9.
- 1996: La Mer écrite, textes d’après des photographies d’Hélène Bamberger
- 1999: La Cuisine de Marguerite
- 2006: Cahiers de la guerre et autres textes
  - Hefte aus Kriegszeiten: Autobiografische Aufzeichnungen und frühe Erzählungen, dt. von Anne Weber; Suhrkamp, Frankfurt am Main 2007, ISBN 3-518-41924-2.
- 2010: La Beauté des nuits du monde, textes choisis et présentés par Laure Adler
- 2014: Deauville la mort.

## Filmografie
Literarische Vorlage
- 1957: Heiße Küste (La diga sul pacifico) – Regie: René Clément
- 1960: Stunden voller Zärtlichkeit (Moderato cantabile) – Regie: Peter Brook – nach dem Roman Moderato cantabile
- 1967: Nur eine Frau an Bord – Regie: Tony Richardson – nach dem Roman Der Matrose von Gibraltar
- 1991: Der Liebhaber (L’amant) – Regie: Jean-Jacques Annaud – nach dem Roman Der Liebhaber
- 2008: Un barrage contre le pacifique – Regie: Rithy Panh
- 2017: La douleur – Regie: Emmanuel Finkiel

Drehbuch 
- 1959: Hiroshima, mon amour (Hiroshima mon amour)
- 1960: Moderato cantabile
- 1961: Noch nach Jahr und Tag (Une aussi longue absence)
- 1965: Der Augenblick des Friedens (Les rideaux blancs) (erste Episode)
- 1966: Mademoiselle
- 1966: Halb elf in einer Sommernacht (10:30 P.M. Summer)
- 1966: La Musica
- 1966: Schornstein Nr. 4 (La voleuse)
- 1969: Zerstören, sagt sie (Détruire, dit-elle)
- 1971: Jaune le soleil
- 1972: Nathalie Granger (& Musik)
- 1975: India Song, auch Regie
- 1976: Ihr Name aus Venedig im verlassenen Kalkutta (Son nom de Venise dans Calcutta desert) (auch Regie)
- 1976: Ganze Tage in den Bäumen (Des journées entières dans les arbres)
- 1977: Baxter, Vera Baxter
- 1977: Der Lastwagen (Le camion) (auch Regie und Darstellerin)
- 1979: Le navire night
- 1979: Césarée
- 1979: Les mains négatives
- 1979: Aurélia Steiner (Melbourne)
- 1979: Aurélia Steiner (Vancouver)
- 1981: Agatha ou les lectures illimitées
- 1982: Dialogue de Rome
- 1981: L’homme atlantique, auch Regie
- 1984: Les Enfants – Die Kinder (Les enfants) (auch Regie)

## Preise und Auszeichnungen
- 1984: Prix Goncourt für L’amant (Der Liebhaber)
- 1986: Prix Ritz Paris Hemingway für L’amant (Der Liebhaber)
- 1986: Hörspielpreis der Akademie der Künste für Savannah Bay

## Filme
- Les lieux de Marguerite Duras. Dokumentarfilm, Frankreich, Buch und Regie Michelle Porte
- Das Jahrhundert der Marguerite Duras. (OT: Le siècle de Duras.) Dokumentarfilm, Frankreich, 2014, 52:40 Min., Buch und Regie: Pierre Assouline, Produktion: arte France, Cinétévé, Les Films du Carré, RTBF, INA, Erstsendung: 6. April 2014 bei arte, Inhaltsangabe von arte.
- Diese Liebe (OT: Cet amour-là). Film-Biographie, Frankreich, 2001, 95 Min., Buch: Yann Andréa, Regie: Josée Dayan, Produktion: Le Studio Canal +, Les Films Alain Sarde, Studio Images 7, arte, Inhaltsangabe von arte, u. a. mit Jeanne Moreau als Marguerite Duras, Besprechung in artechock.
- Marguerite Duras – Schreiben. (OT: Marguerite Duras – Ecrire.) Gespräch, Frankreich, 1993, 43:50 Min., Buch und Regie: Benoît Jacquot, Produktion: INA, Inhaltsangabe mit Audiopassagen von arte.
- Pornotropic – “Heiße Küste” von Marguerite Duras. Dokumentarfilm. Regie: Nathalie Masduraud, Valérie Urrea, Arte, Frankreich 2019